# Вільямур'єль-де-Серрато
Вільямур'єль-де-Серрато (ісп. Villamuriel de Cerrato) — муніципалітет в Іспанії, у складі автономної спільноти Кастилія-і-Леон, у провінції Паленсія. Населення — 6233 особи (2010).
Муніципалітет розташований на відстані близько 180 км на північ від Мадрида, 7 км на південь від Паленсії.
На території муніципалітету розташовані такі населені пункти: (дані про населення за 2010 рік)
- Калабасанос: 1464 особи
- Сьюдад-Хардін-Вірхен-дель-Мілагро: 2101 особа
- Лос-Ольмільйос: 1156 осіб
- Вільямур'єль-де-Серрато: 1512 осіб

## Демографія
Динаміка населення (INE ):

## Галерея зображень

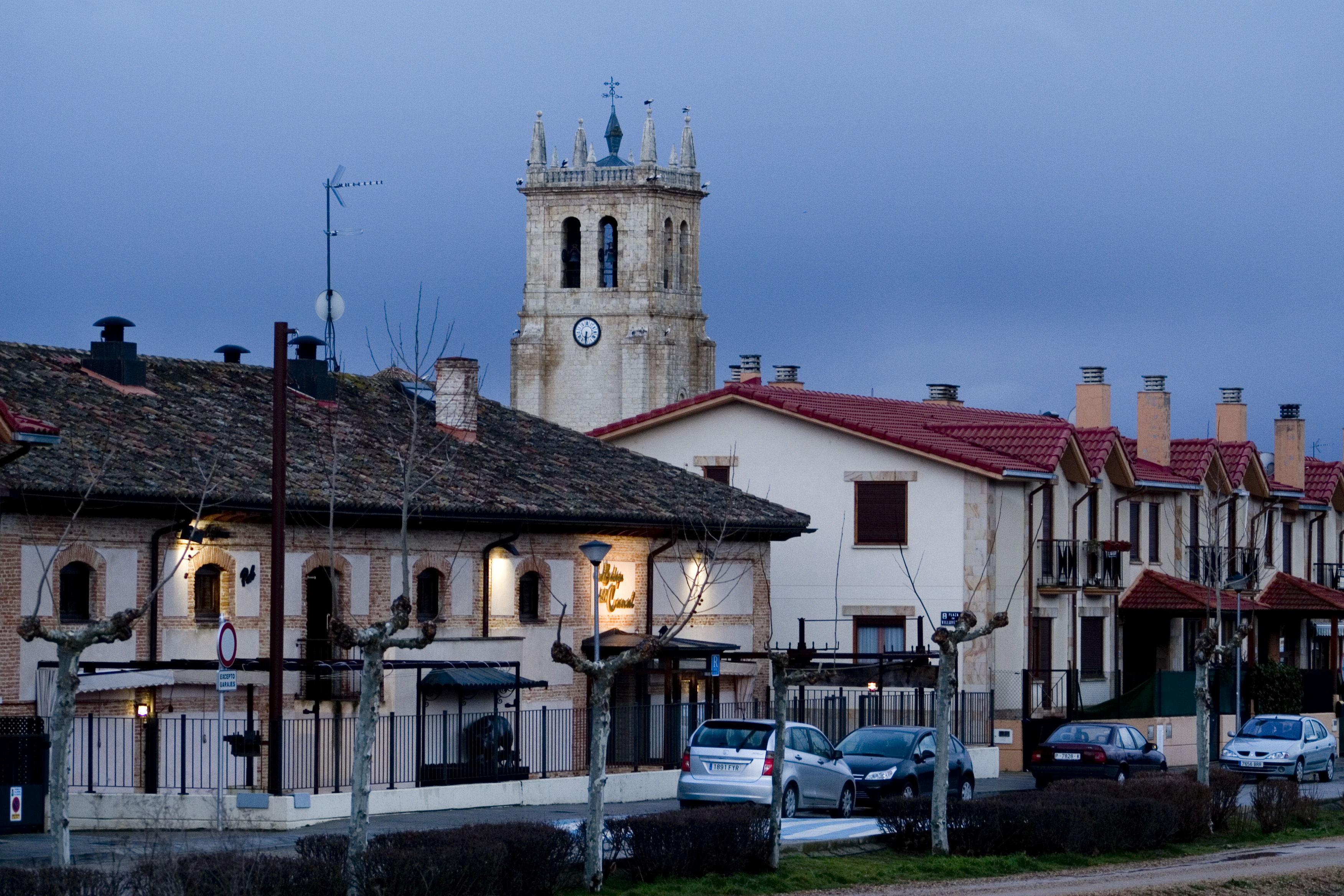
Вільямур'єль-дель-Серрато